# فرح (اسم)
فرح اسم عربي مؤنث يعني السعادة.

## مشاهير
- فرح بسيسو
- فرح البرقاوي
- فرح علي
- فرح ديبا
- فرح عماد
- فرح عماد
- فرح عماد
- فرح

## أفلام
- فرح (فيلم)